# Лосдрехт
Лосдрехт (нід. Loosdrecht) — місцевість в Нідерландах, яка охоплює територію двох сіл, Ауд-Лосдрехт та Ню-Лосдрехт, які адміністративно належать до муніципалітету Вейдемерен провінції Північна Голландія.
До 1 січня 2002 року мала статус окремого муніципалітету, який входив до провінції Утрехт.